# Winsor McCay

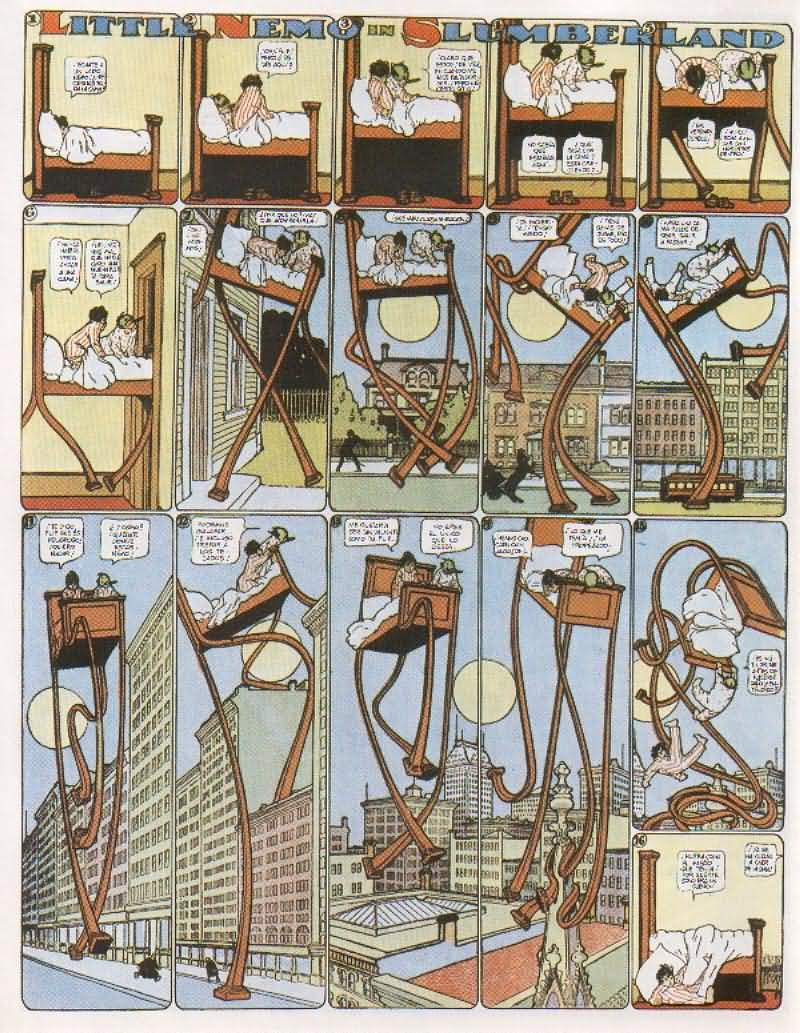
Plansza z komiksu Little Nemo in Slumberland

Zenas Winsor McCay (urodził się w Spring Lake między rokiem 1867 a 1871, nie odnotowano dokładnego roku narodzin, urzędowo uśredniono go i uznano datę narodzin za 26 września 1869, zmarł 26 lipca 1934 w Nowym Jorku) – amerykański twórca komiksów, pionier animacji. Najbardziej znany z komiksu Mały Nemo w Krainie Snów (ang. Little Nemo in Slumberland) publikowanego od 1905 do 1927 na łamach „New York Herald” oraz „New York American” Williama Randolpha Hearsta. Twórca komiksu Senna zmora głodomora (ang. Dream of the Rarebit Fiend) (1904–1925) oraz animacji Gertie the Dinosaur (1914).
Artysta jest laureatem nagrody The Will Eisner Award Hall of Fame.

## Komiksy
- A Tale of the Jungle Imps by Felix Fiddle (1903)
- Little Sammy Sneeze (1904–1906)
- Senna zmora głodomora, ang. Dream of the Rarebit Fiend (1904–1925)
- The Story of Hungry Henrietta
- A Pilgrim's Progress (1905–1910)
- Mały Nemo w Krainie Snów, ang. Little Nemo in Slumberland (1905–1927)
- Poor Jake (1909–1911)

## Filmografia
- Little Nemo (1911)
- How a Mosquito Operates (1912)
- Gertie the Dinosaur (1914)
- The Sinking of the Lusitania (1918)
- Dreams of the Rarebit Fiend: Bug Vaudeville (1921)
- Dreams of the Rarebit Fiend: The Pet (1921)
- Dreams of the Rarebit Fiend: The Flying House (1921)
- The Centaurs (1921)
- Gertie on Tour (1921)
- Flip's Circus (1921)
- The Barnyard Performance (1922–1927)